# Observatoire national de la précarité énergétique
L'Observatoire national de la précarité énergétique (ONPE) est une institution d'observation de la précarité énergétique en France, mis en place le 1er mars 2011. L'ONPE a pour mission de superviser des études confiées à divers organismes et de fournir chaque année un rapport sur les évolutions de la précarité énergétique en France.  

## Présentation
Les missions principales de l’ONPE sont les suivantes :
-L’observation de la précarité énergétique et l’analyse des politiques publiques associées. L’ONPE a pour objectif principal la mise en commun et le traitement des informations existantes sur la précarité énergétique. Il cherche à mettre en perspective et à produire des données fiables, cohérentes et comparables aussi bien sur le phénomène de la précarité énergétique que sur les dispositifs et les aides financières qui visent à le prévenir et à en limiter l’ampleur.
-La contribution à l’animation du débat de la précarité énergétique. Lieu d’échanges entre les parties prenantes, l’ONPE contribue à l’animation du débat national sur la précarité énergétique, et peut à ce titre être force de proposition.
-La valorisation et la diffusion des travaux sur le phénomène. L’ONPE valorise les résultats issus de ses travaux notamment grâce à son site internet, ses publications, son tableau de bord et aux manifestations qu’il organise.

Chaque semestre, l'ONPE publie un tableau de bord avec les données actualisées de la précarité énergétique.

## Membres
Membres financeurs : 
- Agence de l’environnement et de la maîtrise de l’énergie (ADEME) ;
- Agence nationale de l'habitat (ANAH) ;
- Électricité de France (EDF) ;
- ENEDIS ;
- ENGIE ;
- Gaz Réseau Distribution France (GrDF) ;
- Ministère de la transition écologique et de la cohésion des territoires (MTECT) ;
- Ministère de la Transition énergétique (MTE) ;
- TotalEnergies.

Autres membres :
- Agence Nationale pour l'Information sur le Logement (ANIL) ;
- Association Nationale des Compagnons Bâtisseurs (ANCB) ;
- Croix-rouge Insertion ;
- CLER - Réseau pour la transition énergétique ;
- Fondation Agir Contre l'Exclusion (FACE) ;
- Fédération des Agences Locales de Maîtrise de l'Energie et du Climat (FLAME) ;
- Fédération nationale des collectivités concédantes et régies (FNCCR) ;
- Fondation Abbé-Pierre pour le logement des défavorisés (FAP) ;
- Laboratoire de la Mobilité Inclusive (LMI) ;
- Le médiateur national de l'énergie (MNE) ;
- Observatoire national de la pauvreté et l'exclusion sociale (ONPES) ;
- Plan Bâtiment Durable (PBD) ;
- RAPPEL ;
- Réseau des Agences Régionales de l'Energie et de l'Environnement (RARE) ;
- Secours catholique ;
- SOLIHA ;
- Union nationale des centres communaux et intercommunaux d'action sociale (UNCCAS) ;
- Union sociale pour l'Habitat (USH)
- Wimoov.

## Gouvernance
Les missions de l’ONPE, les obligations des membres financeurs et les moyens qu’ils s’engagent à mettre en œuvre sont précisés dans des conventions de partenariat successives signée entre l’État et les membres financeurs de l’observatoire. La première couvrait la période 2012-2015, la seconde, la période 2016-2019 et la troisième de 2019 à 2022. Actuellement, la quatrième convention est en vigueur (2022-2025).

### Les comités
- Comité stratégique

L'Observatoire de la Précarité Energétique est doté d'un comité stratégique regroupant le Ministère de la Transition écologique, le Ministère de la Cohésion des Territoires et des Relations avec les Collectivités et les membres financeurs de l'Observatoire. Arnaud Leroy, Président de l'ADEME et de l'ONPE, préside le comité stratégique. 
- Comité des partenaires

Le comité des partenaires est composé de l'ensemble des membres de l'ONPE : principaux fournisseurs d'énergie, entreprises, agences publiques et associations impliquées dans la transition énergétique et écologique, la lutte contre l'exclusion, l'habitat, les ministères de tutelles. Jérôme Vignon, ancien Président de l’Observatoire National de la pauvreté et de l’exclusion sociale (ONPES), préside le comité des partenaires. 

### Présidence et secrétariat
Présidence :
- Du 1er mars 2011 à juin 2016, Jérôme Vignon, également président de l'Observatoire national de la pauvreté et de l'exclusion sociale, est le président de l'ONPE.
- De juin 2016 à mars 2018[1], Bruno Léchevin, également président de l'ADEME, est le nouveau président de l'ONPE, tandis que Jérôme Vignon devient vice-président.
- De mars 2018 à juin 2021, Arnaud Leroy est président de l'ONPE.
- Depuis décembre 2022, Boris Ravignon est nommé président de l'ADEME et de l'ONPE par intérim,
- Le 10 juillet 2022, Sylvain Waserman est nommé président de l'ADEME et de l'ONPE

Secrétariat :
- Du 1er mars 2011 à juin 2016 : Didier Chérel, ingénieur à l'ADEME, fondateur de l'ONPE, assure le secrétariat de l'observatoire.
- Depuis juin 2016, le secrétariat est assuré par Isolde Devalière, sociologue à l'ADEME.

### Sources
- V. G., « Lancement de l'Observatoire national de la précarité énergétique », Le Nouvel Observateur,‎ 2 mars 2011 (lire en ligne)
- Mickaël Bosredon, « La précarité énergétique menace de plus en plus de Français », 20 minutes,‎ 2 mars 2011 (lire en ligne)
- Fabrice Nodé-Langlois, « Les prix de l'énergie accablent les plus modestes », Le Figaro,‎ 2 mars 2011 (lire en ligne)
- « Nouvelle hausse du prix du gaz au 1er avril », Le Monde,‎ 2 mars 2011 (lire en ligne)
- Michel Derdevet, « Les exclus de l’énergie », Libération,‎ 14 avril 2011 (lire en ligne)